# Château des Cartières
Le château des Cartières est un château, du 4e quart du XVIIe siècle, remanié au XIXe siècle qui se dresse sur la commune de Chaponost dans le département du Rhône en région Auvergne-Rhône-Alpes.

## Situation
Le château des Cartières est situé dans le département français du Rhône sur la commune de Chaponost, sur un terrain plat.

## Histoire
À la fin du XVIIe siècle, les propriétaires du lieu sont Antoine Cartier, bourgeois de Lyon et son épouse Catherine Pellissier ; leurs filles, Françoise et Cécile, en héritent.
En 1719, Cécile Cartier fait don du domaine à l'Hôpital de la Charité de Lyon ; une clause en interdit la revente. En 1732, en dépit des volontés de Cécile Cartier, le bien est vendu au marchand lyonnais Jean-Baptiste Chazattes. En 1774, Barthélemy Cazot acquiert la propriété ; sa famille la conservera jusqu'en 1955. Le domaine devient ensuite un centre d'accueil des Missions Africaines de Lyon.

## Description
Les différents bâtiments, qui datent du XIXe siècle, forment un carré qui délimite une cour intérieure.
Le logis principal, qui comprenait à l'origine un rez-de-chaussée et un étage surmonté d'une terrasse, a été surélevé au niveau des pavillons qui le flanquent ; la terrasse a fait place à une toiture en tuiles. Des communs ont été construits au sud et à l'ouest. Le parc boisé couvre 12 hectares.
Le château est une propriété privée et ne se visite pas.

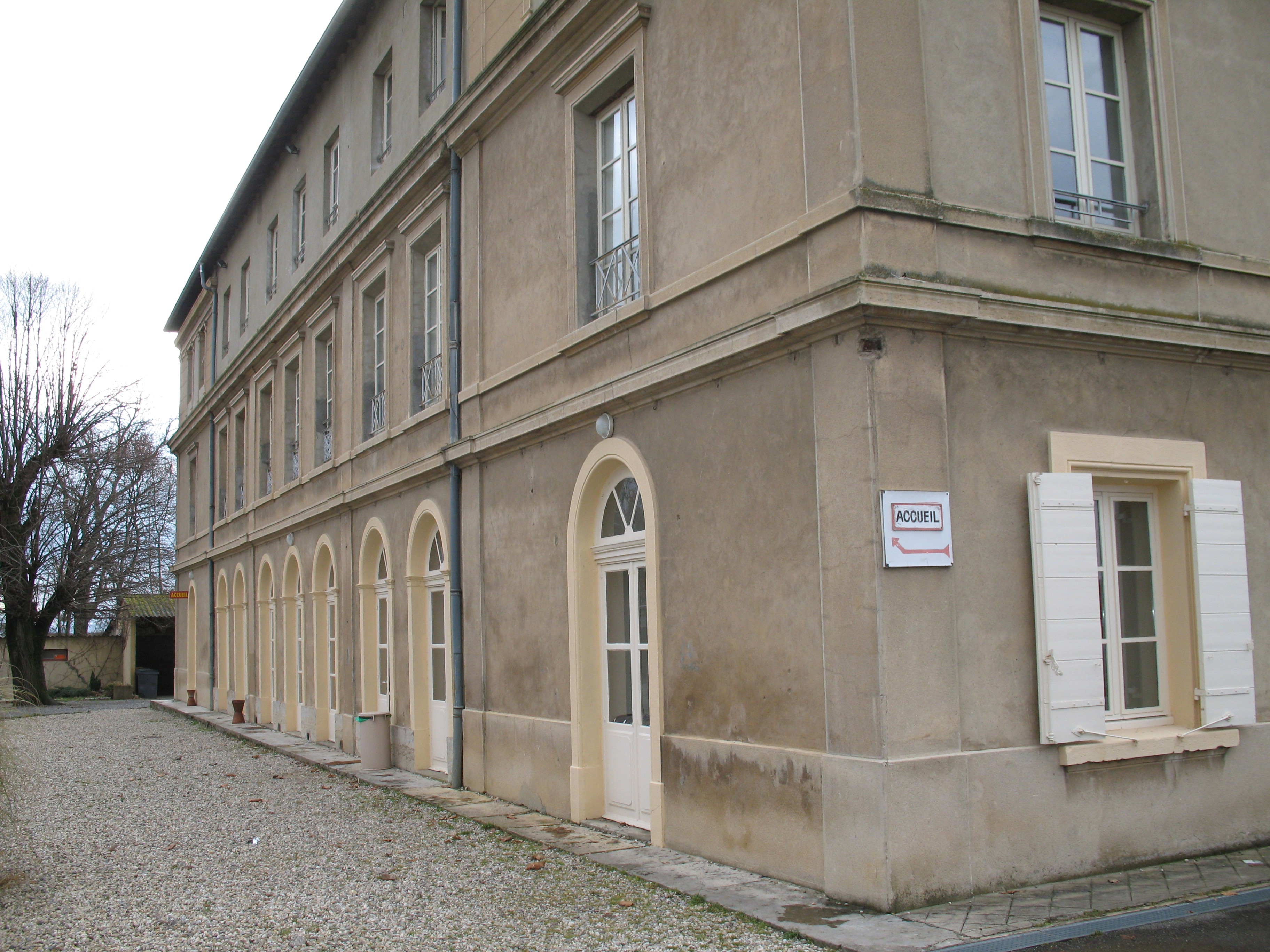
Façade orientale
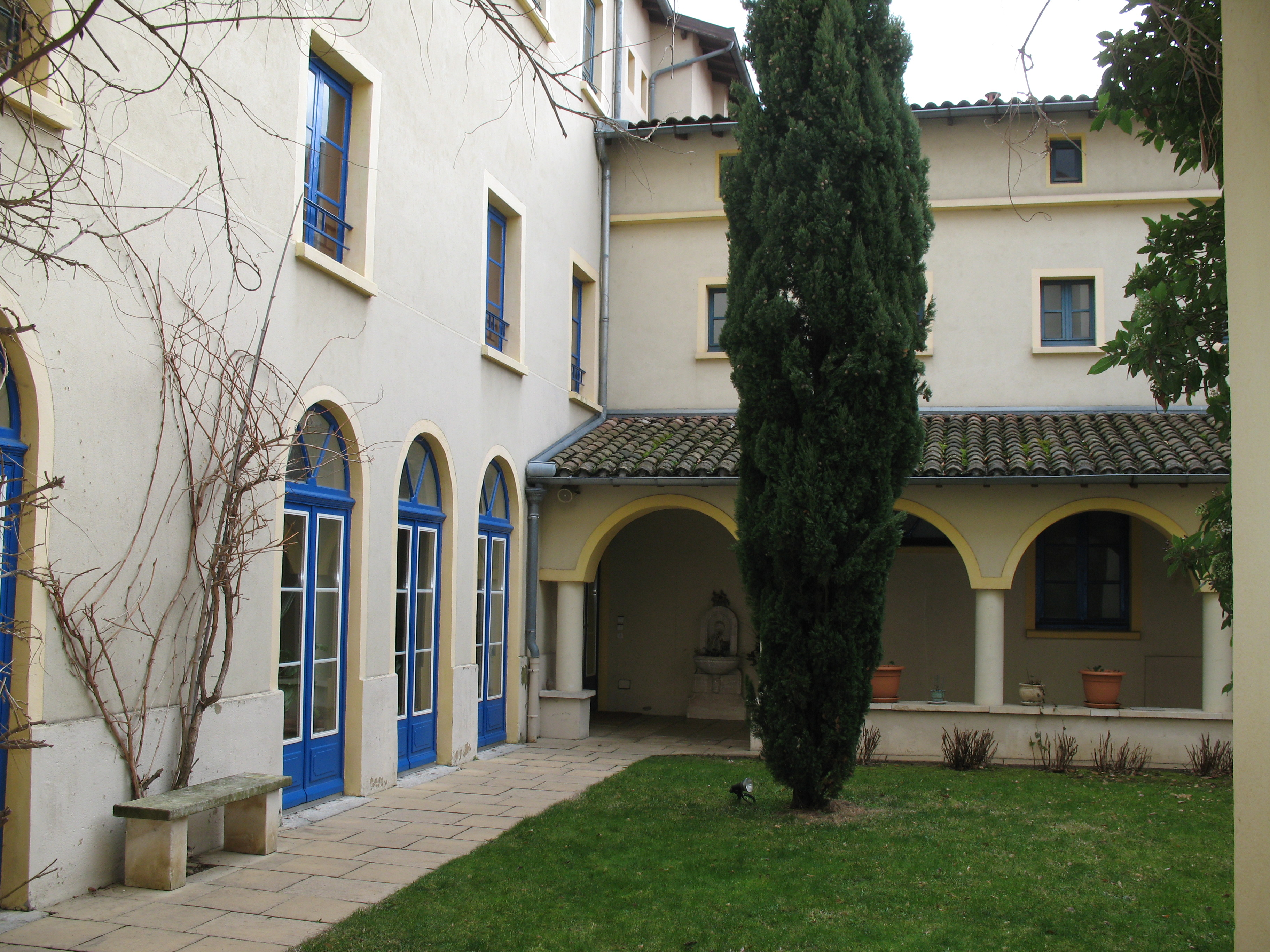
Cour intérieure